# Jill Alexander Essbaum

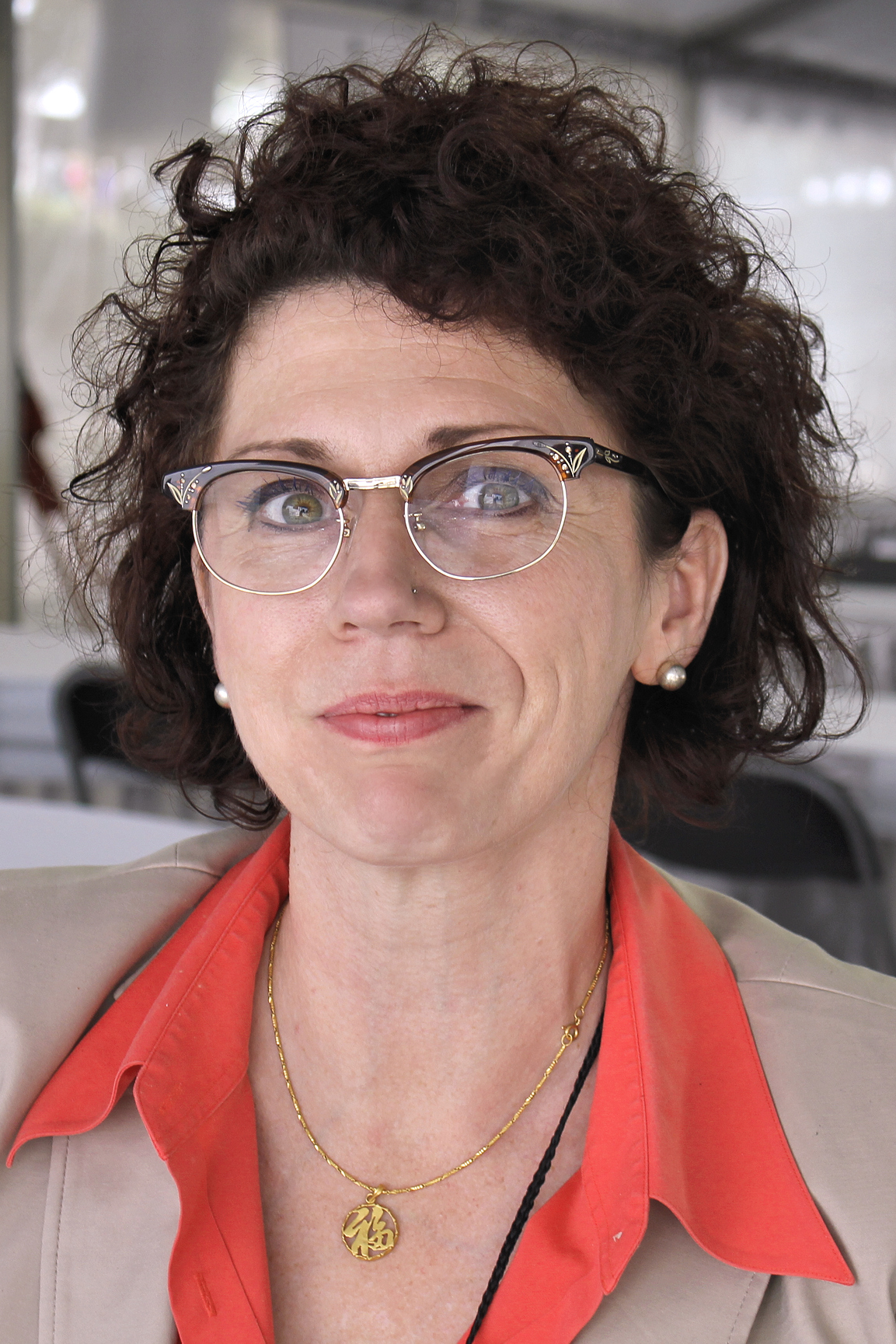
Jill Alexander Essbaum (2015)

Jill Alexander Essbaum (geboren  1971 in Bay City, Texas) ist eine US-amerikanische Autorin.

## Leben
Jill Alexander Essbaum studierte am M.A.R. Episcopal Theological Seminary of the Southwest in Austin, Texas und schrieb 2000 eine Abschlussarbeit über die Predigerin Aimee Semple McPherson (1890–1944). Sie lebte mit ihrem Mann, der am C.G. Jung-Institut in Küsnacht studierte, einige Zeit als Expat in Zürich. Essbaum lehrt Kreatives Schreiben an der University of California, Riverside. Sie veröffentlichte mehrere Gedichtbände, einzelne Gedichte wurden in die jährlichen Anthologien The Best American Poetry aufgenommen. Ihr erster Roman erschien 2015 unter dem Titel Hausfrau und  ist eine Anna-Karenina-Geschichte in der heutigen Schweiz.
Essbaum lebt in Austin.

## Werke
- The seduction of Aimee Semple McPherson.  Austin, Tex., 2000
- Heaven. Gedichte. Hanover, NH : University Press of New England, 2000
- Gedichtbeiträge in: Oh Forbidden. San Antonio, Tex. : Pecan Grove Press, 2005
- Gedichtbeiträge in: The Bedside Guide to No Tell Motel. Lulu.com, 2006
- Harlot. Gedichte. Reston, Va. : No Tell Books, 2007
- Gedichtbeiträge in: The Best American Erotic Poems. Scribner 2008
- Necropolis. Gedichte. Houston, TX : NeoNuma Arts, 2008
- The Devastation. Gedichte. San Diego, Calif. : Cooper Dillon Books, 2009
- Hausfrau. Roman. New York, N.Y. : Random House, 2015
  - Hausfrau. Roman. Übersetzung Eva Bonné. Köln : Eichborn, 2015